# Cymothoa ichtiola
Cymothoa ichtiola is een pissebed uit de familie Cymothoidae. De wetenschappelijke naam van de soort is voor het eerst geldig gepubliceerd in 1764 door Brünnich.